# Immavu, Nanjangud
Immavu là một làng thuộc tehsil Nanjangud, huyện Mysore, bang Karnataka, Ấn Độ.